# Entomophaga exoleta
Entomophaga exoleta is een vliegensoort uit de familie van de sluipvliegen (Tachinidae). De wetenschappelijke naam van de soort is voor het eerst geldig gepubliceerd in 1824 door Johann Wilhelm Meigen.